# Oui Oui Si Si Ja Ja Da Da
Oui Oui Si Si Ja Ja Da Da – dziesiąty album angielskiego zespołu ska – pop rockowego Madness. Album doszedł do 10. miejsca na brytyjskiej liście sprzedaży UK Albums Chart. Singel „Never Knew Your Name” dotarł do 88. miejsca brytyjskiej listy sprzedaży UK Singles Chart.

## Spis utworów
1. „My Girl 2” – 2:51
2. „Never Knew Your Name” – 3:28
3. „La Luna” (a.k.a. La Luna El Mariachi) – 3:38
4. „How Can I Tell You?” – 3:18
5. „Kitchen Floor” – 3:21
6. „Misery” – 3:16
7. „Leon” – 3:48
8. „Circus Freaks” – 3:15
9. „So Alive” – 2:58
10. „Small World” – 3:46
11. „Death of a Rude Boy” – 3:50
12. „Powder Blue” – 3:47 (bonus)
13. „Black and Blue” – 3:01 (bonus)
14. „My Girl 2” – 3:01 (bonus)

## Muzycy
- Graham McPherson – śpiew
- Mike Barson – instrumenty klawiszowe
- Cathal Smyth – chórki, trąbka
- Chris Foreman – gitara
- Lee Thompson – saksofon
- Daniel Woodgate – perkusja
- Mark Bedford – bas